# Helictopleurus unifasciatus
Helictopleurus unifasciatus är en skalbaggsart som beskrevs av Leon Fairmaire 1901. Helictopleurus unifasciatus ingår i släktet Helictopleurus och familjen bladhorningar. Inga underarter finns listade i Catalogue of Life.